# 都竹宏樹
都竹 宏樹（つづく ひろき、1979年6月30日 - ）は、愛知県名古屋市出身のシンガーソングライター。

## 人物概要
岐阜県下呂市出身の父と新潟県佐渡市出身の母との間に3人兄弟の末っ子として生まれる。小学4年から高校3年までの9年間、サッカー部に所属。
高校卒業後、大阪の音楽専門学校に通う傍ら、大阪天王寺にてストリートライブを始め、1999年6月にアコースティックデュオ『EXIT』を結成、ライブ活動を始める。
2001年4月に『EXIT』が解散すると同時に、シンガーソングライターとしての活動を始め、同年7月に、1stミニアルバム『TSUZUKU HIROKI』を発表。同年12月に、映画『よろしく5人』に挿入歌とエンディングテーマを提供した。
2011年には『青いバス』が、NHKで放映の『のんびりゆったり路線バスの旅』のテーマソングに採用された。
1stミニアルバム『TSUZUKU HIROKI』のスペシャルサンクスには、天王寺のストリートライブで交流のあったコブクロの黒田俊介、小渕健太郎の名前が記されている。
その後、コブクロメジャー1stアルバム『Roadmade』のスペシャルサンクスに都竹宏樹の名前が記されることとなるが、「都築宏樹」と誤った漢字で記されている。
音楽ユニット『ZILcoNIA』の今津直幸は専門学校時代の同級生。

## 経歴
- 2001年7月、1stミニアルバム『TSUZUKU HIROKI』発売。
- 2001年12月、1stミニアルバム『TSUZUKU HIROKI』収録曲『花』『一輪の花』が、映画『よろしく5人』挿入歌、『運命』がエンディングテーマに起用される。
- 2002年8月、200枚限定CD『TSUZUKU HIROKI』発売。
- 2003年、10月1stマキシ『image』、11月2ndマキシ『innocent little hand』、12月3rdマキシ『街』を3ヶ月連続発売。
- 2004年6月、200枚限定CD第二弾『心に花を』発売。
- 2005年3月、Cool'B OfficeオムニバスCDに参加。
- 2005年11月、ミニアルバム『月がキレイ』発売。
- 2006年8月、1stフルアルバム『声が届くまで』発売。
- 2009年、弾き語りCDを12ヶ月連続発売。
- 2010年7月、弾き語りCD『オレンジ』発売。
- 2011年4月、1stフルアルバム『声が届くまで』収録曲『青いバス』が、NHK総合テレビ『のんびりゆったり路線バスの旅』テーマソングに採用される。
- 2011年7月、1stシングル『青いバス／蒼い日々』発売。
- 2012年6月、弾き語りCD『アコースティックFOUR』発売。
- 2013年3月、弾き語りCD『一秒先の未来』発売。
- 2013年6月、ミニアルバム『SONG BOOKS』発売。
- 2013年8月、JAPAN SILK PROJECT『シルクづくし』挿入歌『希望の糸』を提供。
- 2014年6月、弾き語りCD『日常』発売。
- 2015年4月、サイパン日本人補習校校歌を作曲。
- 2015年6月、ミニアルバム『SONG BOOKSⅡ』発売。
- 2016年4月、シングル『因島郷想歌〜潮風に吹かれて〜』発売。
- 2016年8月、シングル『村上水軍海賊物語』発売。
- 2017年3月、弾き語りCD『タイムトラベル』発売。
- 2017年5月、弾き語りCD『タイムトラベルⅡ』発売。
- 2017年7月、弾き語りCD『タイムトラベルⅢ』発売。
- 2017年9月、弾き語りCD『タイムトラベルⅣ』発売。
- 2017年10月、弾き語りCD『いつもそばで』発売。
- 2017年11月、弾き語りCD『タイムトラベルⅤ』発売。
- 2018年3月、弾き語りCD『タイムトラベルⅥ』発売。
- 2018年5月、弾き語りCD『タイムトラベルⅦ』発売。
- 2018年6月、弾き語りCD『一期一会』発売。
- 2018年7月、弾き語りCD『タイムトラベルⅧ』発売。
- 2018年9月、弾き語りCD『タイムトラベルⅨ』発売。
- 2018年11月、弾き語りCD『タイムトラベルⅩ』発売。
- 2019年3月、弾き語りCD『タイムトラベルⅪ』発売。
- 2019年5月、弾き語りCD『タイムトラベルⅫ』発売。
- 2019年6月、弾き語りCD『たったひとつ』発売。
- 2019年7月、弾き語りCD『タイムトラベルⅫ』発売。
- 2020年1月、弾き語りCD『Collector』発売。
- 2020年2月、弾き語りCD『Collector Ⅱ』発売。
- 2020年3月8日、都竹宏樹ツイキャスプレミア配信ライブ 第１回実施。
- 2020年3月、弾き語りCD『Collector Ⅲ』発売。
- 2020年3月30日、田澤孝介×都竹宏樹プレミア配信LIVE『ザワづくプレミアセッション』第１回実施。
- 2020年4月、新曲『TSUNAGU』を発表[6]。
- 2020年6月、シングル『青いバス／蒼い日々』から『蒼い日々』、ミニアルバム『SONG BOOKS』『SONG BOOKS Ⅱ』をダウンロード配信・サブスク配信スタート[7]。(『青いバス』は以前から配信済。)
- 2020年7月、弾き語りCD『Collector Ⅳ』発売。
- 2021年3月、弾き語りCD『Collector Ⅴ』発売。
- 2021年4月20日、都竹宏樹ツイキャスプレミア配信ライブ 第20回実施。
- 2021年11月、弾き語りCD『Collector Ⅵ』発売。
- 2022年1月、弾き語りCD『Collector Ⅶ』発売。
- 2022年4月、弾き語りCD『Collector Ⅷ』発売。
- 2022年6月、両A面シングル『はじめの一歩／行方知れずの未来』発売。
- 2022年9月、LIVE DVD『『都竹宏樹バンドワンマンライブ〜42 years old last night〜』発売。
- 2022年10月、弾き語りCD『Collector Ⅸ』発売
- 2022年12月、LIVE CD『TSUZUKU HIROKI TRIO STREAMING LIVE』発売。
- 2023年1月、弾き語りCD『Collector Ⅹ』発売。
- 2023年3月、LIVE DVD『都竹宏樹トリオワンマンライブ東名阪ツアー2022』発売。
- 2023年4月、弾き語りCD『Collector Ⅺ』発売。
- 2023年6月、ミニアルバム『SONG BOOKS Ⅲ』発売。
- 2023年8月、LIVE DVD『都竹宏樹トリオワンマンライブ東名阪ツアー2023春』発売。
- 2023年12月、LIVE DVD『都竹宏樹トリオワンマンライブ東名阪ツアー2023夏』発売。
- 2024年1月、弾き語りCD『Collector Ⅻ』発売。
- 2024年2月、2枚組アルバム『229FES COMPILATION ALBUM』発売。
- 2024年4月、LIVE DVD『都竹宏樹トリオワンマンライブ東名阪ツアー2023冬』発売。